# Epignoma collina
Epignoma collina är en insektsart som beskrevs av Irena Dworakowska 1977. Epignoma collina ingår i släktet Epignoma och familjen dvärgstritar. Inga underarter finns listade i Catalogue of Life.